# Alosa macedonica
Alosa macedonica és una espècie de peix de la família dels clupeids i de l'ordre dels clupeïformes.

## Morfologia
- Els mascles poden assolir 35,1 cm de llargària total i 600 g de pes.[2][3]

## Reproducció
Té lloc entre abril i juny.

## Alimentació
Menja plàncton i peixos.

## Distribució geogràfica
Es troba a Europa: és una espècie de peix endèmica del llac Volvi (Grècia).

## Longevitat
Pot arribar a viure 10 anys.

## Estat de conservació
Es veu amenaçat per la contaminació del seu hàbitat i l'extracció d'aigua i l'eutrofització del llac Volvi.